# Ratková
Ratková es un municipio del distrito de Revúca en la región de Banská Bystrica, Eslovaquia, con una población estimada a final del año 2024 de 650 habitantes.
Se encuentra ubicado al este de la región, en la cuenca hidrográfica del río Sajó —un afluente derecho del río Tisza— y cerca de la frontera con la región de Košice.

## Demografía
| Año        | 1994 | 2004    | 2014    | 2024     |
| ---------- | ---- | ------- | ------- | -------- |
| Población  | 525  | 562     | 583     | 650      |
| Diferencia |      | +7,04 % | +3,73 % | +11,49 % |

| Año        | 2023 | 2024    |
| ---------- | ---- | ------- |
| Población  | 648  | 650     |
| Diferencia |      | +0,30 % |